# Meleagros din Gadara
Meleagros (Meleagru) din Gadara (în greacă: Μελέαγρος, n. c. 140 î.Hr la Gadara - d. c. 60 î.Hr. la Kos) a fost poet din Grecia antică.
Membru al cenaclului literar din insula Kos, a alcătuit prima antologie de epigrame intitulată Stephanos ("Cununa"), document valoros despre epoca elenistică, care a stat la baza tuturor antologiilor ulterioare.
Propriile sale epigrame au caracter erotic.